# Бройна
Бройна (нем. Breuna) — община в Германии, в земле Гессен. Подчиняется административному округу Кассель. Входит в состав района Кассель.  Население составляет 3663 человека (на 31 декабря 2010 года). Занимает площадь 40,47 км².

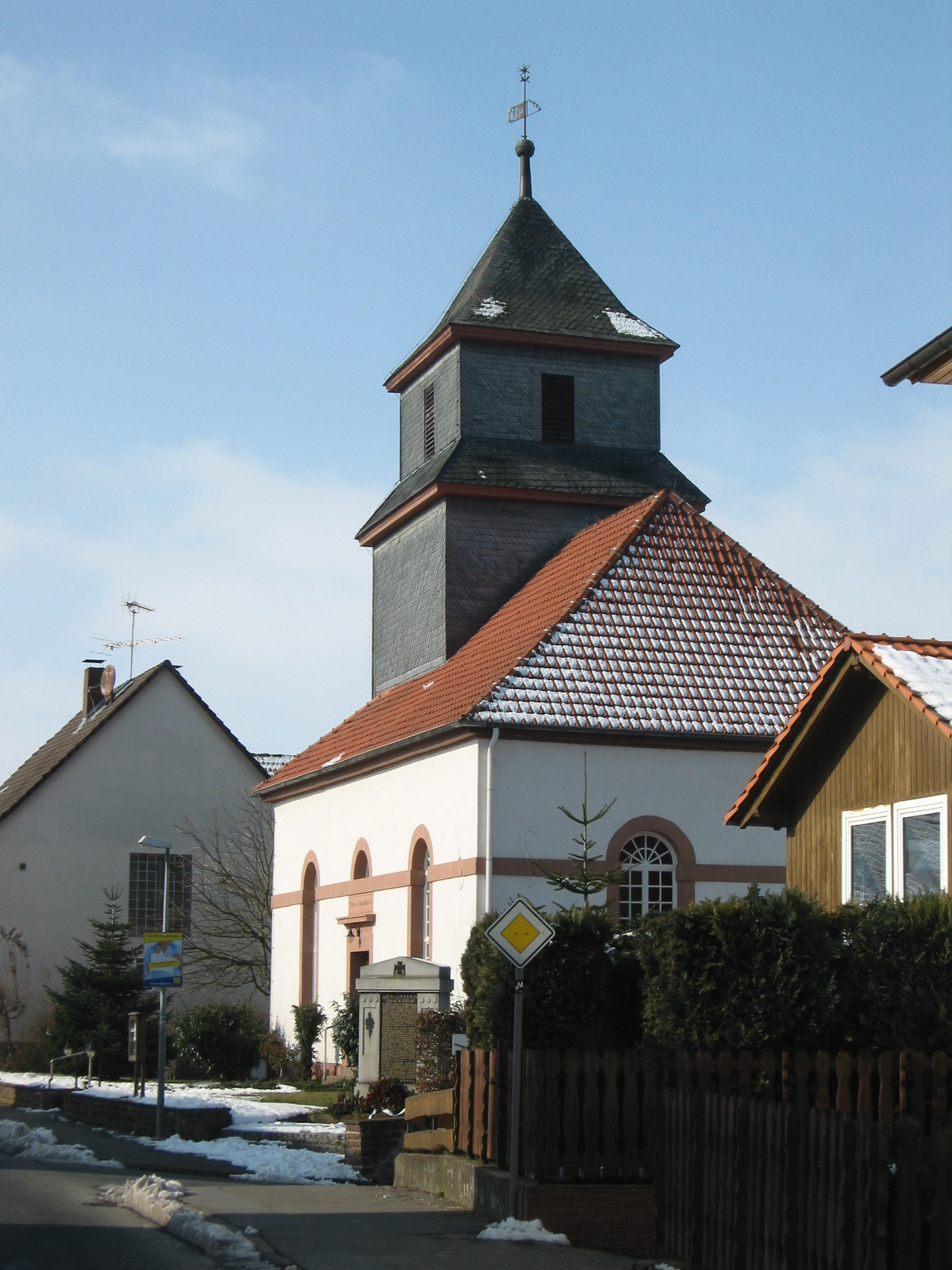
Бройна

## Города-побратимы
- Гельберг, Германия
- Предаппио, Италия